# سانخوان (بازیکن فوتبال)
سانخوان (انگلیسی: Sanjuán؛ زادهٔ ۱ آوریل ۱۹۴۰) بازیکن فوتبال اهل اسپانیا است.
از باشگاه‌هایی که در آن بازی کرده‌است می‌توان به باشگاه خیمناستیک تاراگونا و باشگاه فوتبال رئال وایادولید اشاره کرد.